# Axel von Normann
Carl Axel Hugo von Normann, född 22 mars 1760, död 1835 i Franzburg, var en svensk militär.
Carl Axel von Normann var son till överste Henrik Christoffer von Normann och Brita Christina Wettervall. Han blev major vid Drottningens livregemente till fot omkring 1799, överste 1800, och var chef för regementet 1805–1815. Regementet överfördes 23 oktober 1815 till preussiska regeringens ombud, löstes från sin ed till Sverige och överlämnades till överste Wilhelm von Steinwehr. von Normann blev 1815 generalmajor i preussisk tjänst.